# Sceloporus chaneyi
Sceloporus chaneyi är en ödleart som beskrevs av  Ernest A. Liner och DIXON 1992. Sceloporus chaneyi ingår i släktet Sceloporus och familjen Phrynosomatidae. IUCN kategoriserar arten globalt som starkt hotad. Inga underarter finns listade i Catalogue of Life.